# Crocidura ramona
Crocidura ramona е вид бозайник от семейство Земеровкови (Soricidae).

## Разпространение
Видът е разпространен в Израел.